# Ray Brown (giocatore di baseball)
Raymond Brown (Alger, 23 febbraio 1908 – Dayton, 8 febbraio 1965) è stato un giocatore di baseball statunitense di ruolo lanciatore nelle Negro League. È stato introdotto nella National Baseball Hall of Fame nel 2006.

## Carriera
Browns giocò la maggior parte della carriera con gli Homestead Grays, divenendo noto per la sua palla curva. Con essi fu convocato per l'All-Star Game e vinse due campionati della Negro League. Nel 1945 lanciò un perfect game in una gara da 7 inning. Il suo record di baseball è un eccellente 109–30 (76,2% di vittorie) che lo pone al quinto posto di tutti i tempi nella classifica della lega. Morì all'età di 56 anni a Dayton, Ohio.